# Milk rings
milk rings（ミルク リングス）は、浅野真澄・鷲崎健からなる日本の音楽ユニットである。
ラジオ番組、『浅野真澄のスパラジ!』及び『A&G 超RADIO SHOW〜アニスパ!〜』のパーソナリティ2人によるユニット。同番組にオープニング曲、エンディング曲を提供している。

## ユニット結成のきっかけ
BSQR489及びBBQRにて放送されていた『浅野真澄のスパラジ!』（『アニスパ』の前身）のコーナー、「健ちゃんと歌おう」の楽曲を収録したイベント用CDの配布をきっかけとして、ユニット「milk rings」が誕生した。
「健ちゃんと歌おう」と「milk rings」
このコーナーが元で作られたmilk ringsの楽曲は多く、有名どころでは「スパスパのバラード」、「スパスパのブルース」が挙げられる。これらの楽曲は元々、鷲崎がギター弾き語りで歌ういわゆるコミックソングで、共に「相方が浅野ではなく堀江由衣だったらよかった」というオチを持つ。後にこの楽曲がCD化される際、浅野が「堀江由衣ちゃんだったら……」と歌うのはあまりにも酷だと言う事で、浅野自身が歌詞を加筆修正し鷲崎が編曲を加えた上で、「スパスパのバラード」「スパスパのブルース」というタイトルがつけられた。
元々ラジオのコーナーから生まれたユニットであったことから、2015年に『アニスパ』が終了、かつ二人が一緒にパーソナリティを務める番組がなくなることが決まったと同時に解散することとなった。
その後、鷲崎がMCを務める「鷲崎健のヨルナイト×ヨルナイト」に浅野がゲスト出演した際、恒例となっているゲストが歌を歌うコーナーで「sunny-rain」などを歌唱した。

## 命名理由
前述の『浅野真澄のスパラジ!』にて浅野についた愛称の「乳輪声優」の「乳輪」の漢字一字一字を直訳した物（「乳」→「milk」、「輪」→「ring(s)」）。
『アニスパ』第121回の放送中に小清水亜美から「どっちが『乳』でどっちが『輪』なの?」と質問された際にmilk ringsの二人は「私が『乳』で・・・、俺が『輪』!?」と答えた。

## メンバーとその担当
- 浅野真澄（声優）
  - ボーカル・作詞担当
  - トークパートでは主にボケ担当
- 鷲崎健（ラジオパーソナリティ、ミュージシャン）
  - コーラス・作曲担当
  - トークパートでは主にツッコミ担当

## 作品

### シングル
- 浅野真澄のスパラジ!テーマソングス（2003年、文化放送）
  1. opening
  2. スパスパのブルース
  3. talk
  4. スパスパのバラード
  5. ending
  6. スパラジは鷲崎健だけじゃないよ
  7. 戦え!サイバーガジェット
  8. 堀江由衣ちゃんのバラード パート1
  9. 堀江由衣ちゃんのバラード パート2
- Carnival（2004年、マリン・エンタテインメント）
  1. Carnival
  2. やさしい歌
  3. アニスパ！ジングル1
  4. アニスパ！ジングル2
  5. アニスパ！ジングル3
  6. アニスパ！ジングル4
  7. アニスパ！ジングル5
  8. アニスパ！ジングル6
  9. アニスパ！ジングル7
  10. アニスパ！ジングル8
  11. アニスパ！ジングル9
  12. アニスパ！ジングル10
  13. アニスパ！ジングル11
  14. アニスパ！ジングル12

### ミニアルバム
- デンパニノッテ。（2004年、マリン・エンタテインメント）
  1. Carnival
  2. ユメレッシャ
  3. クッキー
  4. やさしい歌
  5. Carnival (trance mix.)
  6. あなたのユメかなえまSHOW（鷲崎編）
  7. あなたのユメかなえまSHOW（浅野編）
  8. あなたのユメかなえまSHOW（打ち上げ編）
  9. Carnival (Off Vocal Version)
  10. ユメレッシャ (Off Vocal Version)
  11. クッキー (Off Vocal Version)
  12. やさしい歌 (Off Vocal Version)
- OPENING!（2006年、マーベラスエンターテイメント）[2]
  1. OPENING!
  2. 日曜日
  3. 海へ
  4. Strawberry
  5. アニスパ！ジングル
  6. スペシャルトーク！"浅野真澄1"
  7. スペシャルトーク！"鷲崎 健1"
  8. スペシャルトーク！"浅野真澄2"
  9. スペシャルトーク！"鷲崎 健2"
  10. OPENING!（オリジナルカラオケ）
  11. 日曜日（オリジナルカラオケ）
  12. 海へ（オリジナルカラオケ）
  13. Strawberry（オリジナルカラオケ）
- マハラジャになりたい!!（2008年、インデックスミュージック）
  1. マハラジャになりたい!![3]
  2. まぶたのくに。
  3. マハラジャになりたい!!(オリジナルカラオケ)
  4. まぶたのくに。(オリジナルカラオケ)
  5. マハラジャに逢いたい!!(スペシャルトーク)
- MR.DJ!（2011年、A&G）
  1. MR.DJ!
  2. sunny-rain
  3. MR.DJ!(オリジナルカラオケ)
  4. sunny-rain(オリジナルカラオケ)
  5. アニマルスパ!(オリジナルラジオトーク)